# 로쿠반초역
로쿠반초역(육번정역, 일본어: 六番町駅, ろくばんちょうえき)은 일본 아이치현 나고야시 아쓰타구에 위치한 철도역이다.

## 역 구조
상대식 승강장 2면 2선의 지하역이다. 이 노선의 위를 달리고 나고야 시 도로 에가와 선이 로쿠반초 교차로에서 조금 구부러져 있어 그 구조에 맞춰 승강장은 곡선 승강장의 형태이다. 2011년 3월 27일부터 역 업무는 일본 통운에 위탁되고 있다.
역의 개업과 동시에 버스 터미널이 병설되었다.

### 타는 곳
| 1 | 〓 메이코 선 | 도카이도리·나고야코 방면                                        |
| 2 | 〓 메이코 선 | 가나야마 방면 ■ 지하철 메이조 선에 직결 운행 사카에·오조네 방면 |

## 역 주변
- 로쿠반초 버스 터미널
- 나고야 시 공업 연구소
- 아쓰타 재활병원
- 로쿠반초 상점가
- 국도 제1호선
- 나고야 시 도로 에가와 선
- 일본화물철도 나고야코 선
- 도카이도 신칸센 로쿠반초 고가교

## 역사
- 1971년 3월 29일: 영업 개시.
- 2004년 10월 6일: 4호선의 나고야다이가쿠 ~ 아라타마바시 역간 개업에 따라 노선 이름의 명칭을 메이코 선으로 지정함.
- 2011년 3월: 역의 운영을 일본 통운 나고야 지점에 위탁함.

## 인접역
| 나고야 시 교통국 〓 지하철 메이코 선 | 나고야 시 교통국 〓 지하철 메이코 선 | 나고야 시 교통국 〓 지하철 메이코 선 |
| ------------------------------------ | ------------------------------------ | ------------------------------------ |
| E 04 도카이도리 나고야코 방면        |                                      | 히비노 E 02 가나야마 방면            |